# Damiano da Bozzano
Damiano da Bozzano, au siècle Pio Gionnotti, né le 5 novembre 1898 à Bozzano et mort le 31 mai 1997 à Recife, était un prêtre capucin italien. 
Missionnaire au Brésil pendant 66 ans, il est notamment connu pour ses missions dans le Nordeste et les prodiges qu'on lui prête. Il est reconnu vénérable par l'Église catholique.

## Biographie
Pio Gionnotti naît le 5 novembre 1898 à Bozzano, dans la province de Lucques. Il est issu d'une famille de modestes agriculteurs. Il reçoit une forte éducation religieuse, et dès l'âge de 10 ans, il manifeste son projet de devenir prêtre. A 13 ans, Pio Gionnotti intègre le petit séminaire capucin de Camigliano. C'est à l'âge de 17 ans qu'il fait sa profession religieuse, sous le nom de Fra Damiano da Bozzano. Réquisitionné pendant la Première Guerre mondiale, il reprend ses études de théologie en 1920, à l'université grégorienne. Le 5 août 1923, il est ordonné prêtre dans l'église de l'ancien collège San Lorenzo di Brindisi à Rome. Dès lors, il fut chargé de la formation des novices capucins. 

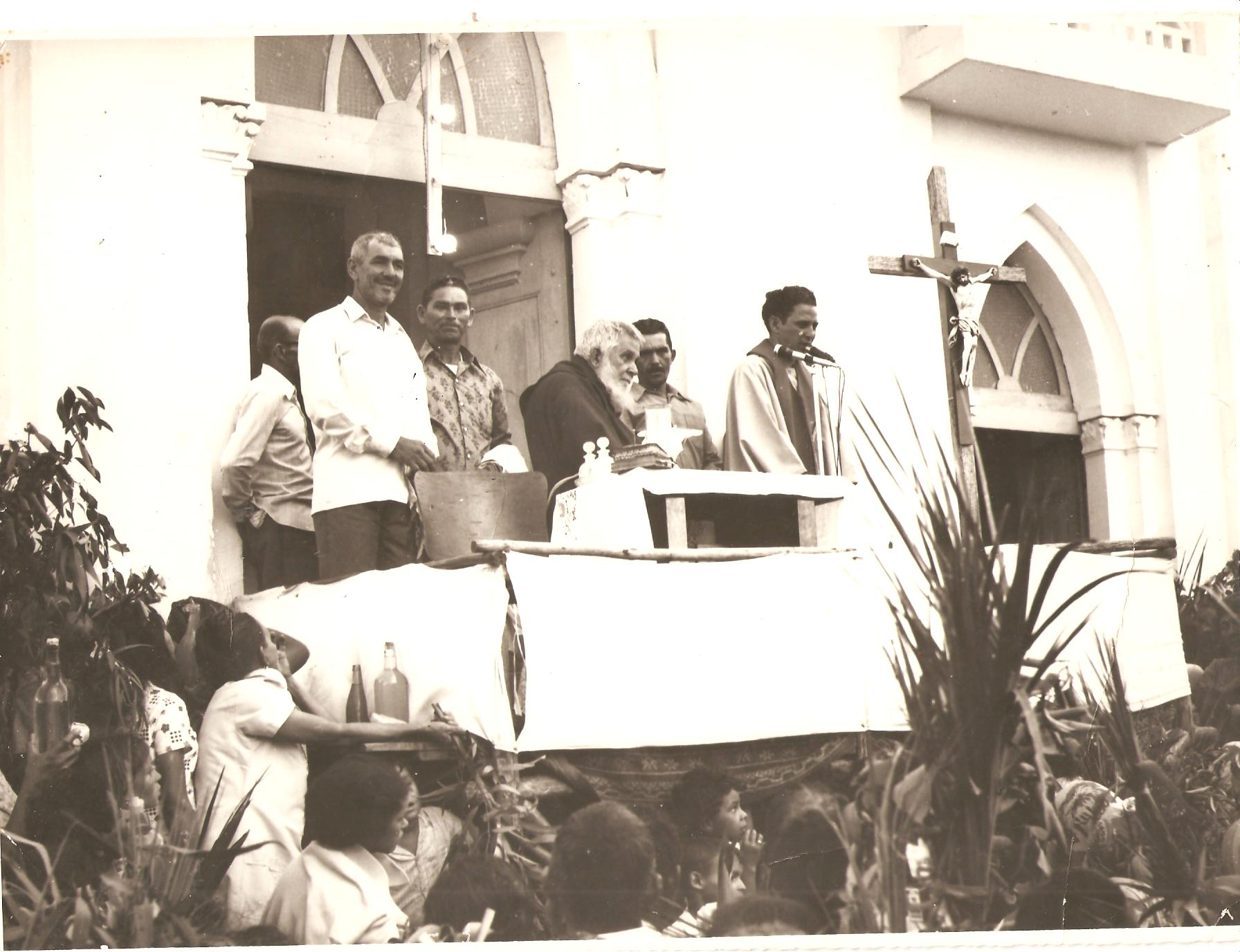
Frei Damião au centre

En juin 1931, il est envoyé en mission au Brésil. Résidant au couvent Nossa Senhora da Penha à Recife, il assiste le supérieur provincial et exerce son ministère de catéchiste auprès de la population, notamment des plus nécessiteux. Il fut ensuite prédicateur itinérant dans la région de Gravatá. Pendant 66 ans, Frei Damiano parcourt les villes et les villages les plus reculés du Nordeste, région marquée par la misère. Dès son entrée dans un village, il est accueilli comme un saint, les foules le touche et arrache des morceaux de sa bure. Après avoir célébré la messe, il confesse de l'aube jusqu'au soir, donne à manger et quelques provisions aux plus pauvres et visite les malades. Durant ses pérégrinations, il y aurait eu de nombreuses conversions et des faits prodigieux, comme la guérison d'enfants, l'apparition soudaine de provisions pour les plus pauvres ou encore une voiture fonctionnant avec de l'eau bénite parce que Frei Damiano n'avait plus d'essence pour se rendre dans un village éloigné. 
Frei Damiano fut atteint d'une déformation progressive de la colonne vertébrale, lui causant de plus en plus de peine à se déplacer et à respirer. Il continua malgré son handicap physique ses pérégrinations jusqu'au début des années 1990, après quoi les déplacements furent quasiment impossibles. Après une longues agonie, Frei Damiano meurt le 31 mai 1997 au Real Hospital Português de Recife, âgé de 98 ans. Pendant 3 jours sa dépouille fut exposée dans la Basilique de la Penha, puis enterrée dans le couvent São Félix de Cantalice à Recife.

## Béatification

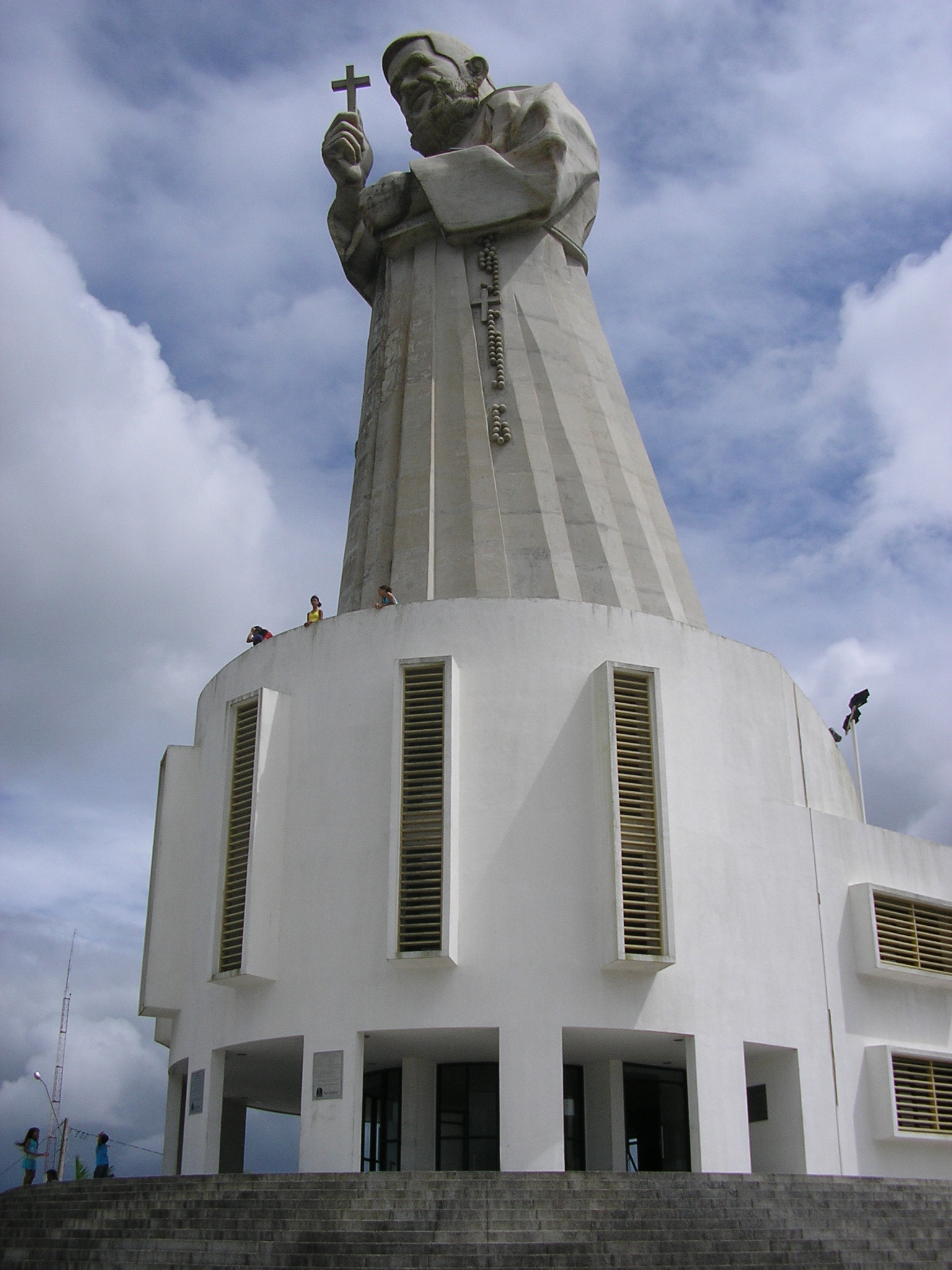
Sanctuaire de Frei Damião à Guarabira.

En 2000 débute la construction d'un sanctuaire dédié à la mémoire de Frei Damiano à Guarabira, inauguré en 2004 en présence de 50 000 fidèles. En 2007 le complexe est élevé au rang de sanctuaire diocésain. L'édifice principal est surplombé par une statue de Frei Damiano de 34 mètres de hauteur.
La cause pour la béatification et la canonisation de Frei Damiano débute en 2003 à Recife. L'enquête diocésaine se clôture en 2012, puis est envoyée à Rome pour y être étudiée par la Congrégation pour les causes des saints.
Après le rapport positif des différentes commissions, le pape François procède, le 6 avril 2019, à la reconnaissance des vertus héroïques de Frei Damiano, lui décernant ainsi le titre de vénérable.